# Clarkfield
Clarkfield – miasto w Stanach Zjednoczonych, w stanie Minnesota, w hrabstwie Yellow Medicine.